# Talaini
Talaini é uma comuna da província de Córdoba, na Argentina.